# Datsun redi-Go
Datsun redi-Go è un'autovettura prodotta dalla casa automobilistica giapponese Nissan dal 2016 al 2022 e venduta con il marchio Datsun.

## Descrizione
Inizialmente destinata al solo mercato indiano, è stata presentata sotto forma di concept car all'Auto Expo 2014; il modello definitiva destinato alla produzione in serie è stato presentato il 14 aprile 2016.
La Redi-Go utilizza la stessa piattaforma CMF-A della Renault Kwid, realizzata in comune tra la Renault e la Nissan, e lo stesso motore a tre cilindri a benzina da 0,8 litri da 54 CV e con una coppia di 72 Nm, accoppiata a un cambio manuale a 5 marce. Oltre al 0,8 litri, nel 2017 è stata aggiunto un motore da 1,0 litri.